# Hoogezand-Sappemeer
Hoogezand-Sappemeer  è un'ex-municipalità dei Paesi Bassi di 34 787 abitanti situata nella provincia di Groninga. Soppressa il 1º gennaio 2018, il suo territorio, insieme ai territori di Menterwolde e Slochteren è andato a costituire la nuova municipalità di Midden-Groningen.